# Alexandru Averescu
Alexandru Averescu (n. 9/21 martie 1859, Babele, Principatele Unite ale Moldovei și Țării Românești – d. 2 octombrie 1938, București, România) a fost mareșal al României, general de armată și comandantul Armatei Române în timpul Primului Război Mondial, fiind deseori creditat pentru puținele succese militare ale României. A fost, de asemenea, cel de-al 24-lea  prim-ministru al României în trei cabinete separate (fiind și ministru interimar al afacerilor externe în perioada ianuarie-martie 1918). Averescu a fost autorul a 12 opere despre chestiuni militare (inclusiv un volum de memorii de pe prima linie a frontului):22-23, membru de onoare al Academiei Române din iunie 1923 și decorat cu Ordinul Mihai Viteazul.

## Biografie

### Viața militară
Alexandru Averescu a fost o figură atipică pentru viața politică a României interbelice. S-a născut în satul Babele, lângă Ismail, (regiunea Odesa, azi în Ucraina) în Principatele Unite. Era pe jumătate găgăuz. Cariera sa militară a avut o traiectorie constant ascendentă. În 1881 a absolvit cursurile Școlii militare de la Mănăstirea Dealu (Târgoviște) și a dobândit gradul de sublocotenent.:IX
A urmat apoi cursurile Școlii Superioare de Război din Torino, Italia, al cărei absolvent devine în 1886, an în care obține și brevetul de ofițer de stat major. După întoarcerea în țară, are o remarcabilă carieră militară. În 1892 este profesor la Școala de ofițeri de cavalerie și comandant al escadronului de elevi.
Devine căpitan în 1889 și maior în 1894. Între 1894-1896 a fost comandant al Școlii Superioare de Război (Școala Superioară de Resbel, după ortografia vremii), având pe atunci gradul de maior. Ca profesor la Școala Superioară de Război a elaborat numeroase cursuri de tactică, strategie, organizare-mobilizare, geometrie militară.
A fost apoi atașat militar al României la Berlin (1896-1898) și șef al Marelui Cartier General (1911-1913). Funcția de atașat militar la Berlin era una dintre cele mai importante pentru relațiile militare ale României, având în vedere tratatul secret de alianță cu Tripla Alianță din 1883 și faptul că Germania era, la acea dată, principalul nostru furnizor de armament.
Devine locotenent-colonel în 1898 și se află pentru un an la comanda Regimentului 4 roșiori. Între 1899 și 1904 este în fruntea Secției Organizare-Mobilizare din Marele Stat Major. În anul 1906 este avansat la gradul de general de brigadă.. La 13 martie 1907, Alexandru Averescu este numit în funcția de ministru de Război de proaspătul președinte al Consiliului de Miniștri, Dimitrie A. Sturdza. A participat la reprimarea  mișcărilor țărănești din 1907. La 1 aprilie 1912 devine general de divizie, iar în 1913 a luat parte la Al Doilea Război Balcanic, conducând ofensiva română pe teritoriul Bulgariei, până la Sofia. 
Primul Război Mondial i-a adus glorie. Generalul de divizie Alexandru Averescu a îndeplinit funcția de comandant al Armatei a II-a (14 - 26 august 1916, 26 septembrie 1916 - 30 ianuarie 1918). S-a remarcat printr-un spirit ingenios și plin de inițiativă, care l-a dus la conflicte cu Marele Cartier General, condus de generalul Prezan.
A inițiat cunoscuta manevră de la Flămânda (18 septembrie/1 octombrie 1916) care însă a fost o operație ratată, deoarece trupele trecute la sud de Dunăre au fost retrase fără a se fi confruntat cu inamicul; a condus Armata a II-a în bătăliile de la Mărăști și Oituz (1917).
"Severitatea generalului Averescu este binecunoscută în armata sa. ... Nu există iertare pentru un laș, oricine ar fi el. Am fost de față acum câteva zile la execuția unui tânăr și bogat ofițer de rezervă de cavalerie. Și-a retras detașamentul dintr-o poziție fără motiv sau ordin; a fost judecat și împușcat patru zile mai târziu. Dacă generalul Averescu este strict cu delincvenții, curajoșii știu că vor găsi în el cel mai bun prieten și protector. Contactul său cu subordonații este atât de strâns încât ajunge să afle cel mai mic act de vitejie și îl răsplătește, pe cât posibil personal, pe omul care l-a făcut."— corespondentul ziarului The Times la Cartierul General Român, 10 februarie 1917
Un episod interesant din timpul războiului, cu implicații politice: apăruse zvonul că Averescu ar vrea să-l răstoarne pe rege și să preia puterea, de aceea, jignit de neîncrederea suveranilor, generalul și-a dat demisia. Peste câteva zile regina Maria îl chema în audiență, declarând: "Ia-o înapoi! Îmi arde degetele."
Pentru activitatea din timpul Primului Război Mondial a primit drepturile, onorurile și avantajele materiale prevăzute de legea promulgată prin Decretul Regal nr. 1678/1927:9, iar pe 14 iunie 1930 i s-a conferit demnitatea onorifică de mareșal:8.
Bastonul de mareșal a lui  Alexandru Averescu a intrat în colecția Muzeului Militar Național în anul 1960, fiind confiscat de Ministerul Afacerilor Interne, care comunica muzeului că trimite un baston de metal galben, îmbrăcat în pluș roșu și o cutie de carton roșie ce au aparținut fostului mareșal Averescu, acesta fiind confiscat de la numitul Ion Iliescu (nu același cu demnitarul comunist și viitorul președinte al României).
Constantin Argetoianu îl considera pe Averescu o personalitate duplicitară, plină de calități, dar urmărind idealuri mărunte. În „Memoriile” sale, controversatul politician îi face mareșalului un portret sugestiv și subiectiv: „Ființă complexă mai mult în aparență decât în realitate, Averescu n-a avut pe lume decât două patimi: femeile și galoanele. Nu femeia, ci femeile - nu ambiția marilor înfăptuiri, ci galoanele. Pentru satisfacerea acestor două patimi, în serviciul cărora punea o inteligență, o șiretenie și o forță de voință incontestabile, era în stare să sacrifice orice, până și convingerile pe care le avea și pentru a ajunge la ținta zilei să apuce orice cale. Drumuri piezișe, poteci ascunse, cotituri neașteptate, nimic nu-l oprea.
Omul cel mai popular în țara sa din Europa n-a avut nici un moment gândul să clădească, n-a urmărit decât postul de prim-ministru! Toate planurile și programele pe care le debita erau numai paradă, după cum s-a văzut după ce a fost chemat la Guvern. Galoanele! Galoanele și nimic mai mult. Le pierduse în armată prin nedibăcie, și voia acum să le recâștige în politică, prin toate felurile de dibăcie! […] Averescu era în stare să primească puterea oricând, de la oricine și oricum.”:114

### Viața politică

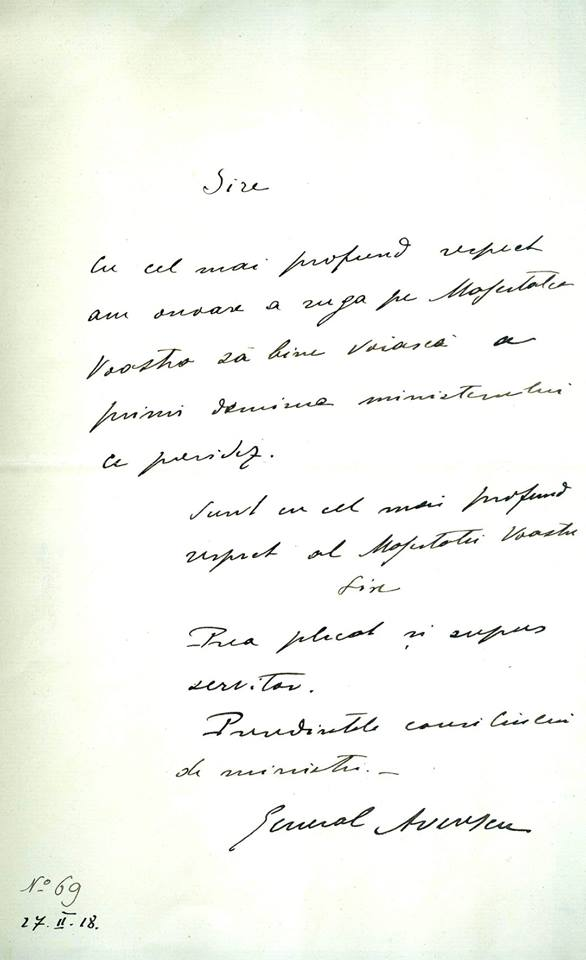
Demisia din funcția de prim-ministru, 1918

Bustul lui Alexandru Averescu, ridicat la Alba Iulia

Din tranșee, generalul va intra în viața politică. Prin unele conjucturi favorabile va fi în mai multe rânduri prim-ministru (ianuarie-martie 1918, 1920-1921, 1926-1927). Averescu a înființat în 1918 și a condus Liga Poporului (din 1920 va deveni Partidul Poporului, la Congresul general al Ligii din 16 și 17 aprilie). Partidul era constituit inițial din conservatori, oameni politici din Basarabia, Bucovina și Transilvania, din generali și ofițeri superiori și se baza pe prestigiul lui Averescu.. La Congresul Ligii din 16-17 aprilie 1920, s-a făcut fuziunea cu gruparea lui Octavian Goga din Transilvania, cu Uniunea națională a bănățenilor în frunte cu A. Imbroane, cu gruparea lui Iancu Flondor din Bucovina și a lui Sergiu Niță din Basarabia.:267
Despre începuturile vieții sale politice, același Constantin Argetoianu, care i-a fost cel mai apropiat colaborator în acea perioadă spunea: „Până la chemarea noastră la Guvern, în martie 1920, Averescu făcea pe Dalai Lama, citea autori perimați de economie politică. Își pierdea vremea cu fleacuri și cu fuste, primea pe toți intriganții și asculta toate lichelele. Rezultatul era câte un bilețel prin care îmi cerea măsuri ce încurcau toate lucrurile. N-am cunoscut un spirit mai apolitic decât al lui și în primele timpuri ale noii sale cariere călca în toate străchinile, dar absolut în toate.” :79
Viața sa politică nu a fost lipsită de tensiuni. În primul rând, Alexandru Averescu a fost loial casei regale și s-a luptat să-și păstreze popularitatea pe treptele cele mai înalte în fața declinului. A fost prețuit de către regele Ferdinand. Când regele se afla pe patul de moarte l-a chemat pe Averescu la el ca să-i vorbească: „Averescu, multe s-au spus între noi; de mult însă n-am mai crezut nimic rău despre tine. Îți fac această mărturisire ca să intru ușurat în groapă”.
În anul 1930 generalii Constantin Prezan și Alexandru Averescu sunt ridicați la cel mai înalt rang: mareșal al României, din dispoziția regelui Carol al II-lea.
Spre finele vieții sale, bătrân și bolnav, se retrage din viața politică. Mareșalul Averescu a murit în urma unei crize cardiace, în noaptea de 2/3 octombrie 1938, în locuința sa din Șoseaua Kisseleff, din București. A fost membru de onoare al Academiei Române.

## Opere
- Notițe zilnice din războii. Editura Cultura Națională
  - Band 1: 1914–1916 (neutralitatea).
  - Band 2: 1916–1918 (războiul nostru).